# Nosiviwe Mapisa-Nqakula
Nosiviwe Noluthando Mapisa-Nqakula (sinh ngày 13 Tháng 11 năm 1956) là một chính trị gia người Nam Phi  được bổ nhiệm làm Bộ trưởng Bộ Quốc phòng và Quân đội Cựu chiến binh dưới thời Tổng thống Jacob Zuma vào tháng 6 năm 2012. Bà là Bộ trưởng Bộ Nội vụ từ năm 2004 đến năm 2009 và Bộ trưởng Bộ Dịch vụ Sửa chữa từ năm 2009 đến năm 2012. Vào tháng 8 năm 2021, Cyril Ramaphosa thông báo rằng bà Nosiviwe Mapisa-Nqakula, người đã giữ chức Bộ trưởng Bộ Quốc phòng từ năm 2012, sẽ sớm được bổ nhiệm vào vị trí Bộ trưởng mới.

## Những năm đầu và giáo dục
Mapisa-Nqakula có bằng tốt nghiệp với chứng  chỉ giáo viên từ trường Cao đẳng Sư phạm Bensonvale.

## Nghề nghiệp
Năm 1984, bà rời Nam Phi để trải qua khóa huấn luyện quân sự ở Angola và Liên Xô. Trong thời gian này, bà là người đứng đầu một ủy ban do ANC thành lập để điều tra về sự đào ngũ của các thành viên ANC Umkhonto we Sizwe (MK) đến Cao ủy Liên hợp quốc về người tị nạn (UNHCR) tại Angola.
Năm 1993, bà trở thành Tổng thư ký Liên đoàn Phụ nữ ANC. Trước khi được bổ nhiệm làm Bộ trưởng Bộ Nội vụ, bà giữ vị trí Thứ trưởng của Bộ.
Vào tháng 3 năm 2024, nơi ở của Mapisa-Nqakula ở Johannesburg đã bị cảnh sát đột kích như một phần của cuộc điều tra tư pháp về các cáo buộc tham nhũng được đưa ra khi bà còn là bộ trưởng quốc phòng.

## Cuộc sống cá nhân
Bà đã kết hôn với Charles Nqakula.